# Novella (nome)
Novella  è un nome proprio di persona italiano femminile.

## Varianti
- Femminili: Novilia[2]
  - Alterati: Novellina, Novissima[2]
  - Ipocoristici: Lella
  - Composti: Maria Novella
- Maschili: Novello[1][2], Novilio[2]
  - Alterati: Novellino[2]
  - Ipocoristici: Novino[2], Lello

## Origine e diffusione

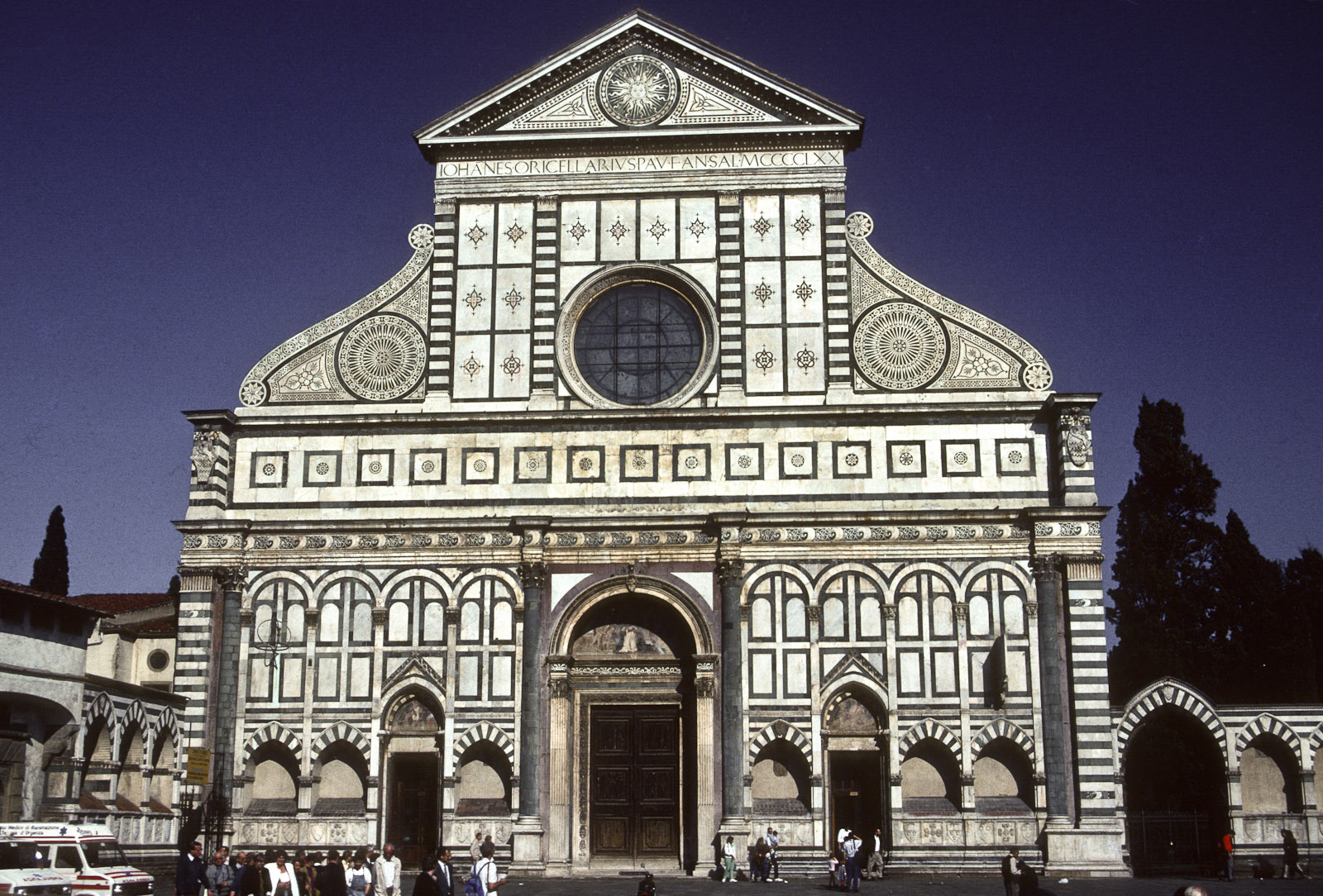
La Basilica di Santa Maria Novella a Firenze

Questo nome deriva dal latino novellus (diminutivo di novus, "nuovo"), ed è tradizionalmente assegnato all'ultimo figlio nato (quindi è affine, per semantica, ai nomi Navin e Novak); inoltre, nella sua forma femminile costituisce anche un nome tipicamente cristiano, che riflette la devozione verso Santa Maria Novella. 
Per quanto riguarda la sua diffusione, il nome è accentrato in Emilia-Romagna e in Toscana.

## Onomastico
L'onomastico può essere festeggiato il 1º novembre, in occasione di Ognissanti, in quanto nessuna santa ha mai portato questo nome, che è quindi adespota.

## Persone
- Novella Calligaris, nuotatrice e giornalista italiana
- Novella D'Andrea, giurista e accademica italiana
- Novella Parigini, pittrice italiana
- Novella Schiesaro, cestista italiana

### Variante maschile Novello

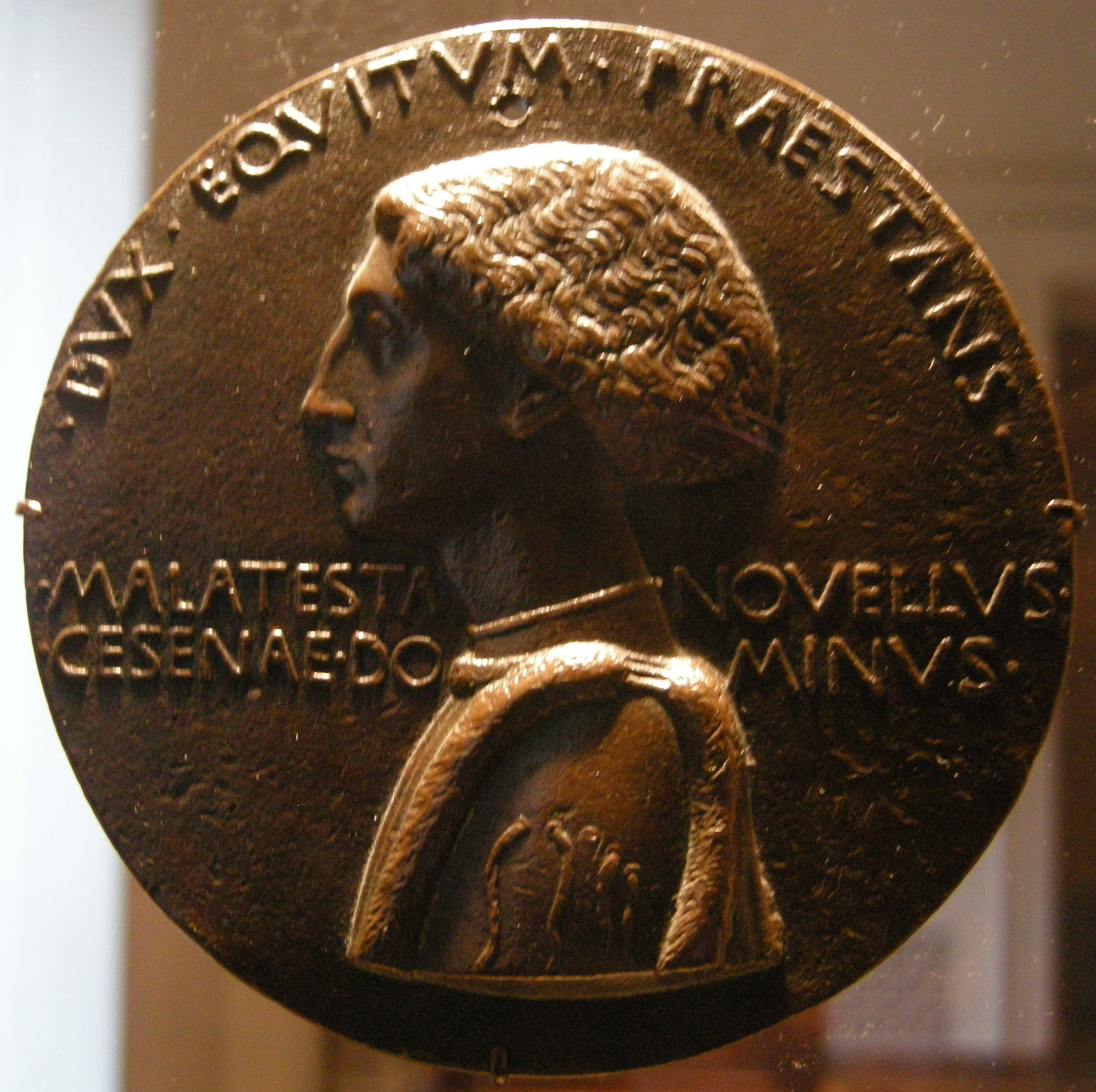
Novello Malatesta

- Novello da San Lucano, architetto e compositore italiano
- Novello Finotti, scultore italiano
- Novello Malatesta, condottiero italiano
- Novello Novelli, attore italiano
- Novello Papafava, scrittore italiano

### Variante maschile Novilio
- Novilio Bruschini, calciatore italiano